# Municipio de Floodwood
El municipio de Floodwood (en inglés: Floodwood Township) es un municipio ubicado en el condado de St. Louis en el estado estadounidense de Minnesota. En el año 2010 tenía una población de 280 habitantes y una densidad poblacional de 3,13 personas por km².

## Geografía
El municipio de Floodwood se encuentra ubicado en las coordenadas 46°54′39″N 92°51′58″O / 46.91083, -92.86611. Según la Oficina del Censo de los Estados Unidos, el municipio tiene una superficie total de 89.32 km², de la cual 87,92 km² corresponden a tierra firme y (1,56 %) 1,4 km² es agua.

## Demografía
Según el censo de 2010, había 280 personas residiendo en el municipio de Floodwood. La densidad de población era de 3,13 hab./km². De los 280 habitantes, el municipio de Floodwood estaba compuesto por el 98,93 % blancos, el 0,36 % eran afroamericanos, el 0,36 % eran asiáticos y el 0,36 % eran de una mezcla de razas. Del total de la población el 0 % eran hispanos o latinos de cualquier raza.